# .gi

Vlag van Gibraltar

.gi is het achtervoegsel van domeinnamen van Gibraltar.